# Carlos Barral Agesta
Carlos Barral Agesta (ur. 2 czerwca 1928 w Barcelonie, zm. 12 grudnia 1989 tamże) – kataloński i hiszpański polityk, pisarz, poeta oraz wydawca, senator, od 1986 do 1987 eurodeputowany II kadencji.

## Życiorys
Pochodził z rodziny z klasy średniej, jego ojciec był współwłaścicielem wydawnictwa Seix y Barral i zmarł w 1936 roku. Ukończył liceum jezuickie i w 1950 prawo na Uniwersytecie Barcelońskim, podczas nauki zetknął się bliżej ze światopoglądem lewicowym. Od 1950 współprowadził wydawnictwo Seix y Barral, wydając z sukcesami literaturę hiszpańską i latynoamerykańską, przyczyniając się do zainteresowania twórcami z Ameryki Południowej. Ze względów politycznych musiał zrezygnować z tej funkcji i wyjechać do Meksyku. Po zamknięciu pierwszego wydawnictwa od lat 70. kierował Barral Editores. Zainicjował także powstanie nagród literackich Premio Barral, Prix Formentor i Prix International. Jednocześnie od początku lat 50. publikował swoje książki i tomiki poezji, spośród których najbardziej znane były Metropolitano, 19 historias de mi guerra civil (1957) i Lecciones de cosas (1986), a także trzytomowe wspomnienia. Należał do grupy literackiej określanej jako Generación del 50.
W 1977 zaangażował się w działalność polityczną w ramach Hiszpańskiej Socjalistycznej Partii Robotniczej. W latach 1982–1989 zasiadał w Senacie II i III kadencji. Od 1 stycznia 1986 do 5 lipca 1987 był posłem do Parlamentu Europejskiego w ramach delegacji krajowej. Przystąpił do frakcji socjalistycznej, należał m.in. w Komisji ds. Środowiska Naturalnego, Zdrowia Publicznego i Ochrony Konsumentów. Zmarł kilka tygodni po zakończeniu senackiej kadencji.

## Życie prywatne
Od 1954 był żonaty z Yvonne Hortet (zm. 2015), mieli pięcioro dzieci. Jego pamięci poświęcono Museu Casa Barral w Calafell.

## Odznaczenia
W 1983 otrzymał Krzyż św. Jerzego.